# Can Calau (Parets del Vallès)
Can Calau és una masia de Parets del Vallès (Vallès Oriental) inclosa a l'Inventari del Patrimoni Arquitectònic de Catalunya.

## Descripció
Masia orientada a migdia, situada sobre la cara de llevant de la riera Seca, a la qual s'accedeix pel camí de la casa. Edifici de planta rectangular, amb coberta de teula àrab a dos vessants amb el carener perpendicular a la façana, la qual està coronada amb un acroteri esglaonat.
L'edificació es distribueix en planta baixa, pis i sotacoberta. La composició de la façana principal defineix tres eixos verticals, amb l'entrada d'arc rebaixat, emfasitzat pel balcó de la planta pis amb barana de ferro amb brèndoles verticals. A la façana hi ha la inscripció 1945.
Les façanes estan en part arrebossades i pintades de color blanc, mentre que l'esglaonat de l'acroteri està per arrebossar.
A l'altura del pis, entre la finestra central i la de la dreta, hi ha un rellotge de sol.

## Història
Durant el segle xix la família Mompart de Lliçà de Vall compra aquesta finca, de 14 quarteres i construeix la casa. Més tard s'aixeca un segon pis i les golfes. La dècada de 1920 en Joan Tous Aluja compra can Calau. Actualment hi viuen els seus descendents.